# Sami Helenius
Sami Helenius (* 22. Januar 1974 in Hyvinkää) ist ein ehemaliger finnischer Eishockeyspieler und heutiger -trainer, der seit Januar 2017 Cheftrainer von Järvenpään Haukat in der Suomi-sarja ist.

## Karriere
Sami Helenius begann seine Karriere als Eishockeyspieler in der Nachwuchsabteilung von Jokerit Helsinki, für dessen Profimannschaft er in der Saison 1992/93 sein Debüt in der SM-liiga gab. Parallel kam er in dieser Spielzeit für den Vantaa HT in der damals zweitklassigen I divisioona zum Einsatz. Bereits im NHL Entry Draft 1992 war der Verteidiger in der fünften Runde als insgesamt 102. Spieler von den Calgary Flames ausgewählt, blieb jedoch zunächst auch in der Saison 1993/94 in der SM-liiga, wechselte jedoch ligaintern zu Reipas Lahti. Von 1994 bis 1998 spielte er für Calgarys Farmteam, die Saint John Flames, in der American Hockey League. Einzig während der Saison 1996/97 kam er zu drei Einsätzen für die Calgary Flames in der National Hockey League, für die er dabei eine Torvorlage gab. Von 1998 bis 2000 wechselte der Finne mehrfach innerhalb Nordamerikas den Club und spielte für die Las Vegas Thunder und Chicago Wolves in der International Hockey League, die Colorado Avalanche und Tampa Bay Lightning in der National Hockey League, sowie die Hershey Bears in der American Hockey League.
Am 12. Juli 2000 unterschrieb Helenius einen Vertrag als Free Agent bei den Dallas Stars, bei denen er sich in ihrem NHL-Team einen Stammplatz erkämpfen konnte. Am 10. März 2003 wurde der Finne kurz vor dem Ende der Trade Deadline zusammen mit einem Siebtrundenwahlrecht für den NHL Entry Draft 2004 im Tausch gegen Lyle Odelein an die Chicago Blackhawks abgegeben. Für das Team aus Illinois stand er bis zum Ende der Saison 2002/03 in zehn Spielen auf dem Eis, in denen er eine Torvorlage gab. Zur folgenden Spielzeit kehrte er nach Finnland zu seinem Heimatclub Jokerit Helsinki zurück, bei dem er in diesem Jahr Mannschaftskapitän war. In den folgenden sechs Jahren hatte er einen Stammplatz bei Ilves Tampere und seinen beiden ehemaligen Clubs Jokerit Helsinki und Pelicans Lahti in der höchsten finnischen Spielklasse. In der Saison 2010/11 war der ehemalige finnische Nationalspieler Spielertrainer beim HC Keski-Uusimaa aus der drittklassigen Suomi-sarja, beschränkte sich aber ausschließlich auf die Trainertätigkeit.
In den folgenden Jahren betreute er verschiedene Teams im Nachwuchsbereich, unter anderem die estnische U18- und U20-Nationalmannschaft. Seit Januar 2017 ist er Cheftrainer von Järvenpään Haukat in der Suomi-sarja.

### International
Für Finnland nahm Helenius im Juniorenbereich an der Junioren-Europameisterschaft 1992, sowie der Junioren-Weltmeisterschaft 1993 teil. Im Seniorenbereich stand er im Aufgebot seines Landes bei der Weltmeisterschaft 2003, sowie 2004 und 2007 bei der Euro Hockey Tour.

## Erfolge und Auszeichnungen
- 1997 AHL All-Star Classic
- 2003 Spengler Cup All-Star Team

## Statistik
(Stand: Ende der Saison 2009/10)